# Apriona japonica
Apriona japonica är en skalbaggsart som beskrevs av Thomson 1878. Apriona japonica ingår i släktet Apriona och familjen långhorningar.
Artens utbredningsområde är Taiwan. Inga underarter finns listade i Catalogue of Life.